# Stadtkern
Ein Stadtkern ist der Zentralbereich einer Stadt.
In der Stadtplanung und Anthropogeographie ist der Stadtkern das Stadtgebiet des Zentralen Ortes einer Stadtregion als administrative Verwaltungseinheit. Im Gegensatz dazu stehen die suburbanen Vororte (siehe auch Suburbanisierung). Außerhalb von Kernstädten im geographischen Sinn liegen oft Trabantenstädte und Satellitenstädte.
Oftmals wird Kernstadt mit Innenstadt oder Stadtzentrum gleichgesetzt. Unter Innenstadt versteht man jedoch nur die eigentliche Mitte einer Stadt, also das Zentrum mit den Geschäftsstraßen, die meist als Fußgängerzonen umgestaltet wurden.
Die Bezeichnung Stadtkern präzisiert jedoch im Gegensatz zu Innenstadt die geographische und historische Lage des Zentrums im Bezug zur Gesamtstadt. So bildet ein Kern – z. B. der historische Stadtkern oder die Altstadt – die Mitte und den Ursprung der späteren Stadtteile, die aus den Vorstädten hervorgehen.
Auch zwischen Stadtkern und Altstadt ist zu unterscheiden: Altstadt ist der historische Stadtkern, wie er erhalten ist, Stadtkern aber bezieht sich auf den aktuellen Zustand.
Dazu ein Beispiel:
- Der „Stadtkern“ Stuttgart umfasst die ursprüngliche Stadt Stuttgart, vor der ersten Eingemeindung Ende des 19. Jahrhunderts. Heute sind dies die Stadtbezirke Mitte, Nord, Süd, Ost und West.
- Die „Innenstadt“ Stuttgart umfasst die Mitte mit Rathaus, Hauptbahnhof, Königstraße und allen umliegenden Geschäftsstraßen, die zum Großteil als Fußgängerzone umgestaltet wurden (die City): Heute ist dies der Stadtbezirk Mitte.

## Ringstraße und Stadtkern
Bei vielen Städten lässt sich der alte Stadtkern auch genau abgrenzen, und zwar, wenn er von einer Ringstraße (z. B. Frankfurt am Main, Hamburg, Köln, Leipzig, Mailand, Moskau, München, Paris, Wien), einer historischen Stadtmauer (z. B. Nürnberg, Nördlingen, Dinkelsbühl, Tübingen, Neubrandenburg, Stadtmauer Neubrandenburg), Stadtgraben (z. B. Meiningen) oder Wallanlagen (z. B. Bremen, Recklinghausen oder Emden) umgeben ist.
Die inneren Ringstraßen liegen oft auf den Vorfeldern der alten Befestigungsanlagen. In der Gründerzeit im späten 19. Jahrhundert, als große Teile der letzten Stadtmauern Mitteleuropas endgültig geschleift wurde, weil sie ihren Sinn verloren hatten, wurden die frei werdenden Baugründe zu großzügigen Prachtstraßen ausgebaut. Aber auch ältere Stadterweiterungen sind im Bebauungsplan noch lesbar, und innerhalb des spätneuzeitlichen Rings liegen in größeren Städten ein oder mehrere ältere Ringe.
Beispiele
In Wien der Graben (12. Jahrhundert), innerer Ring und Zweierlinie (nach 1857) und der äußere Gürtel (um 1900); als analoge Entwicklung können die weiteren Ringsegmente Südosttangente (1970) und Außenring (2006) gesehen werden.

## Vergleichbare Entwicklungen
Vergleichbare Entwicklungen sind an der Expansion der vieler moderner Großstädte ablesbar.
Ein gutes Beispiel ist die Entwicklung von Paris vom 16. bis zum 20. Jahrhundert:

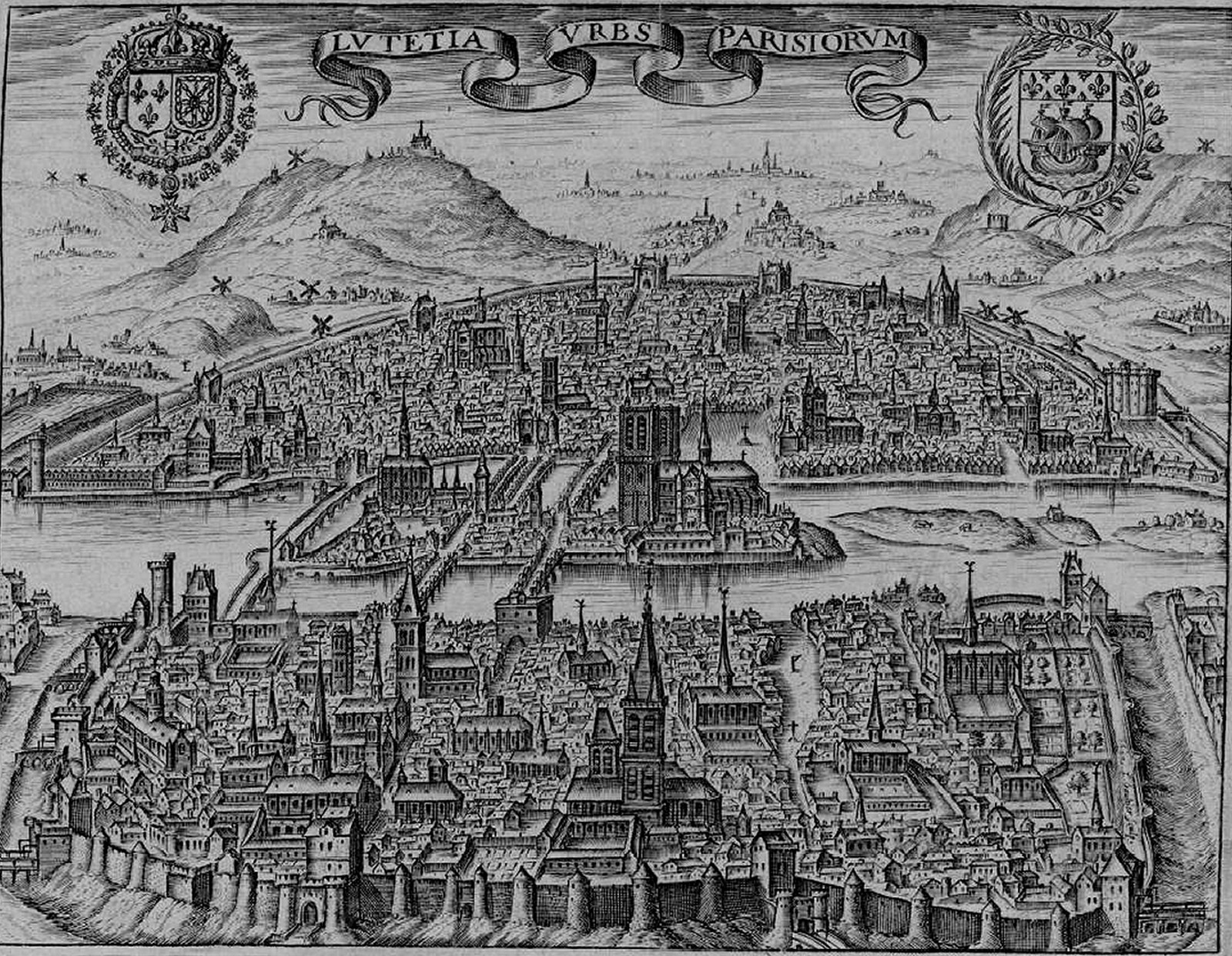
16. Jahrhundert: Paris in den Grenzen des älteren Stadtkerns, Stich
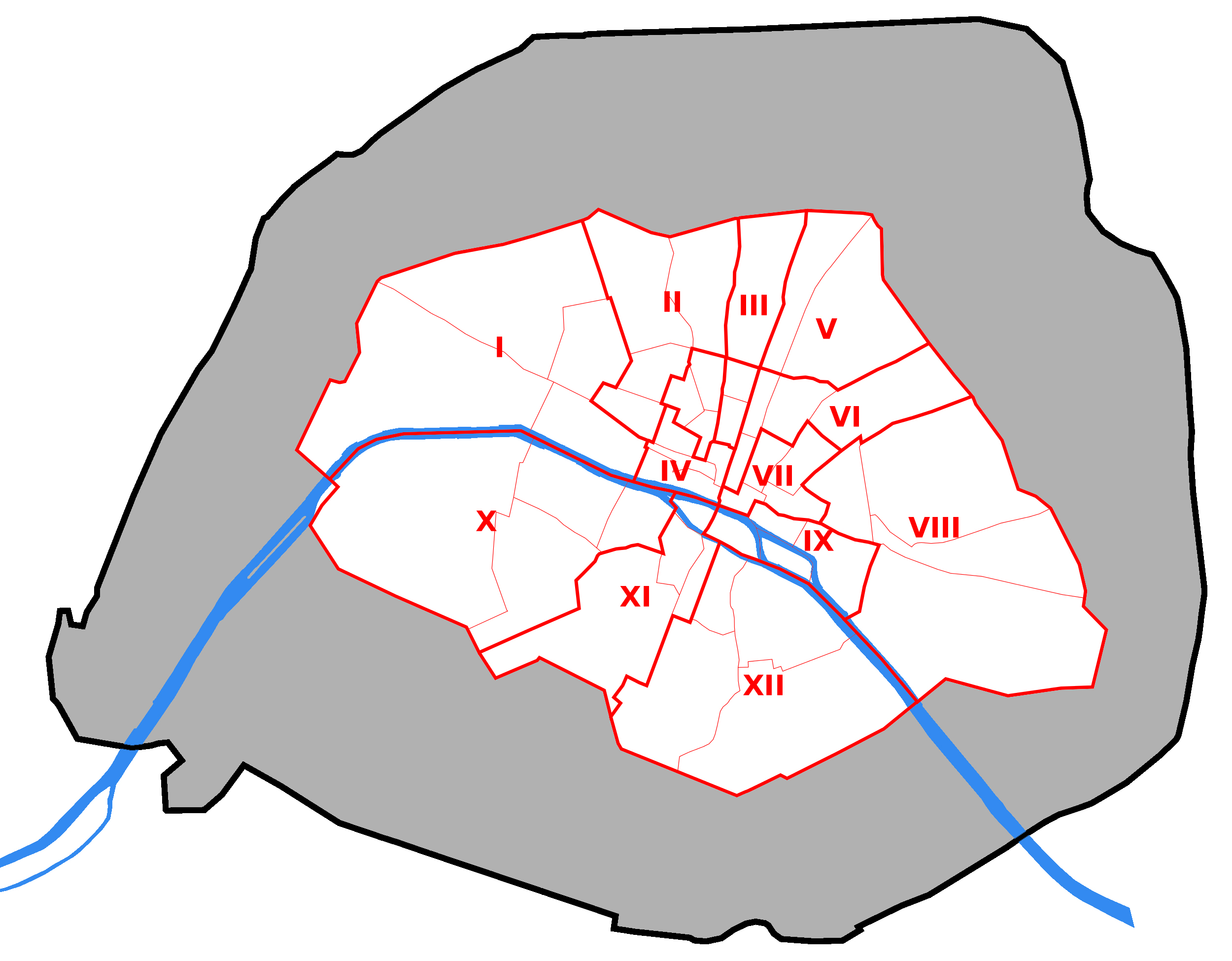
1860: Alte Arrondissements vor der Gemeindereform innerhalb der Befestigungen von 1840 bis 1845 (grau die heutigen Grenzen), die Bezirke sind entlang der Straßenzüge der Stadttore, den Faubourg, gegliedert
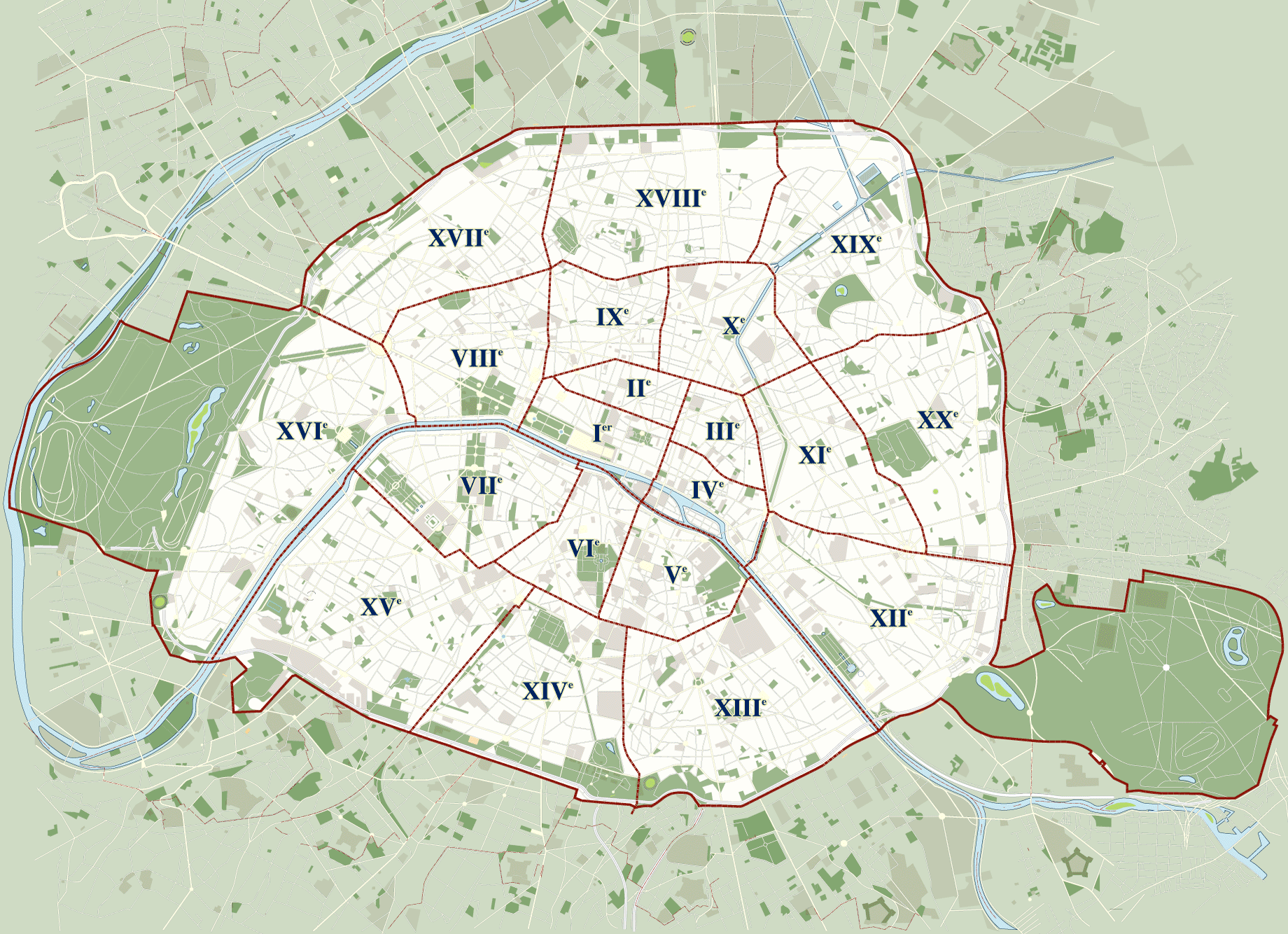
Heutige Arrondissements, die Arr. 1er–6e liegen gänzlich im alten Kern, die Arr. 8e–11e im jüngeren Kern, der heute vom Boulevard périphérique eingefasst ist
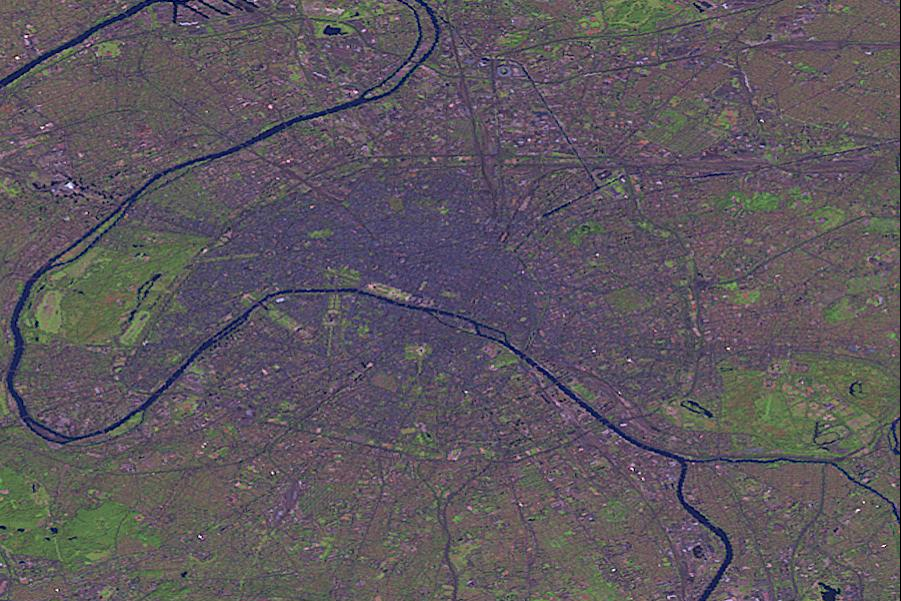
Die beiden alten Stadtgrenzen sind im Luftbild noch lesbar, LandSat